# Copestylum emeralda
Copestylum emeralda är en tvåvingeart som först beskrevs av Hull 1944.  Copestylum emeralda ingår i släktet Copestylum och familjen blomflugor. Inga underarter finns listade i Catalogue of Life.